# Fontana Sarracco
La fontana Sarracco si trova in largo Chiaffredo Bergia, lungo la via Abrami, di fronte all'ex chiesa delle Anime Sante, nel paese di Scanno, in provincia dell'Aquila

## Storia
Nel Medioevo la zona dove si trova la fontana era sita fuori del centro urbano. Prima del XVI secolo la fontana doveva fungere da abbeveratoio ma subito dopo venne ricostruita per uso urbano. Nel XVIII secolo la zona intorno alla fontana è interessata da espansione urbana con susseguente ampliamento della fontana stessa.
La fontana è suddivisa in due nicchioni realizzati a più riprese tra il XVI ed il XVIII secolo. La zona del basamento corrisponde all'antico abbeveratoio medievale. Esso è realizzato in conci di pietra di differente grandezza rispetto alle pietre successivamente utilizzate per l'arco sovrastante che reca la data del 1549.

Alla stessa epoca risale il basamento del nicchione di destra.
Successivamente al 1732, in concomitanza dell'espansione del centro urbano limitrofo per via di un'aumentata prosperità armentizia venne terminato l'ampliamento della fontana del secondo arcone a tutto sesto di destra. Nel muro venne inserita una formella con l'Annunciazione recante la data del 1732.
Gli ultimi interventi importanti sono del 1859 quando venne realizzata una piccola nicchietta sita nella zona più a destra e nella fine del XIX secolo quando viene sostituita la vecchia tubatura in cotto con una più moderna in ghisa terminata nel 1898.
Nel secolo successivo la fontana venne restaurata: il mascherone della regina venne ricostruito in cemento mentre le fessurazioni delle pietre vennero riempite con malta cementizia. Un altro restauro avvenne nel 1987 per opera della Soprintendenza ai B.A.A.A.S. (Beni Ambientali Architettonici Artistici e Storici per l'Abruzzo).

## Descrizione

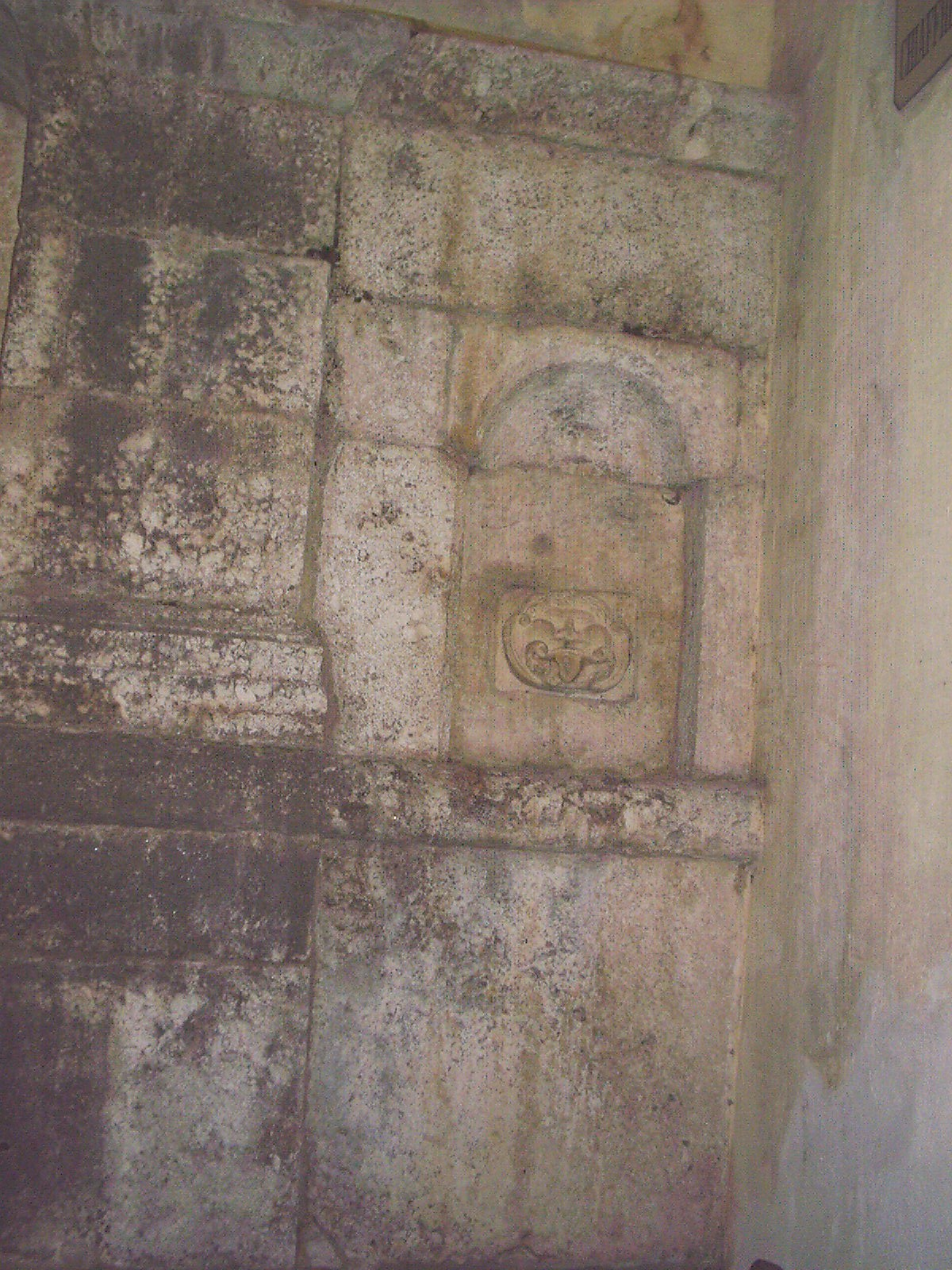
La nicchietta sita a fianco al nicchione di destra di notte

Su ogni cannella vi è uno mascherone raffigurante un ceto sociale, quindi chi beveva in una di queste cannelle faceva capire a che ceto apparteneva:
- sulla cannella più a sinistra c'è lo stemma raffigurante il re e da questa cannella  bevevano tutti i nobili maschi.
- nella seconda cannella da sinistra si trova lo stemma della regina, quindi qui bevevano tutte le nobildonne, non era concepibile che i nobili e le nobili bevessero dalla stessa cannella, altrimenti avrebbero fatto scandalo;
- nella terza cannella da sinistra c'è lo stemma dello "zoccolante", (in dialetto di Scanno lo zoccolante era colui che fissava gli zoccoli alle zampe dei cavalli, degli asini e dei muli): da questa cannella  bevevano i lavoratori;
- nella quarta ed ultima cannella  c'è lo stemma del frate cappuccino e da questa cannella bevevano i frati, i preti, le suore, gli elemosinati e i viandanti;
- nella parte più a sinistra vi è una piccola cannella, un poco più in basso, forse per i bambini.

La parte di destra, con le quattro cannelle, è più sopraelevata rispetto alla sinistra, affinché le donne che dovevano attingere l'acqua prendessero le conche e se le mettessero sulla testa.
Dalla fontana esce acqua, considerata assai salubre: in ogni caso ha un sapore particolare, probabilmente in quanto ricca di sali minerali diuretici.
Questa fontana è stata realizzata in pietra locale, una sorta di calcare compatto simile in tutto e per tutto al travertino.

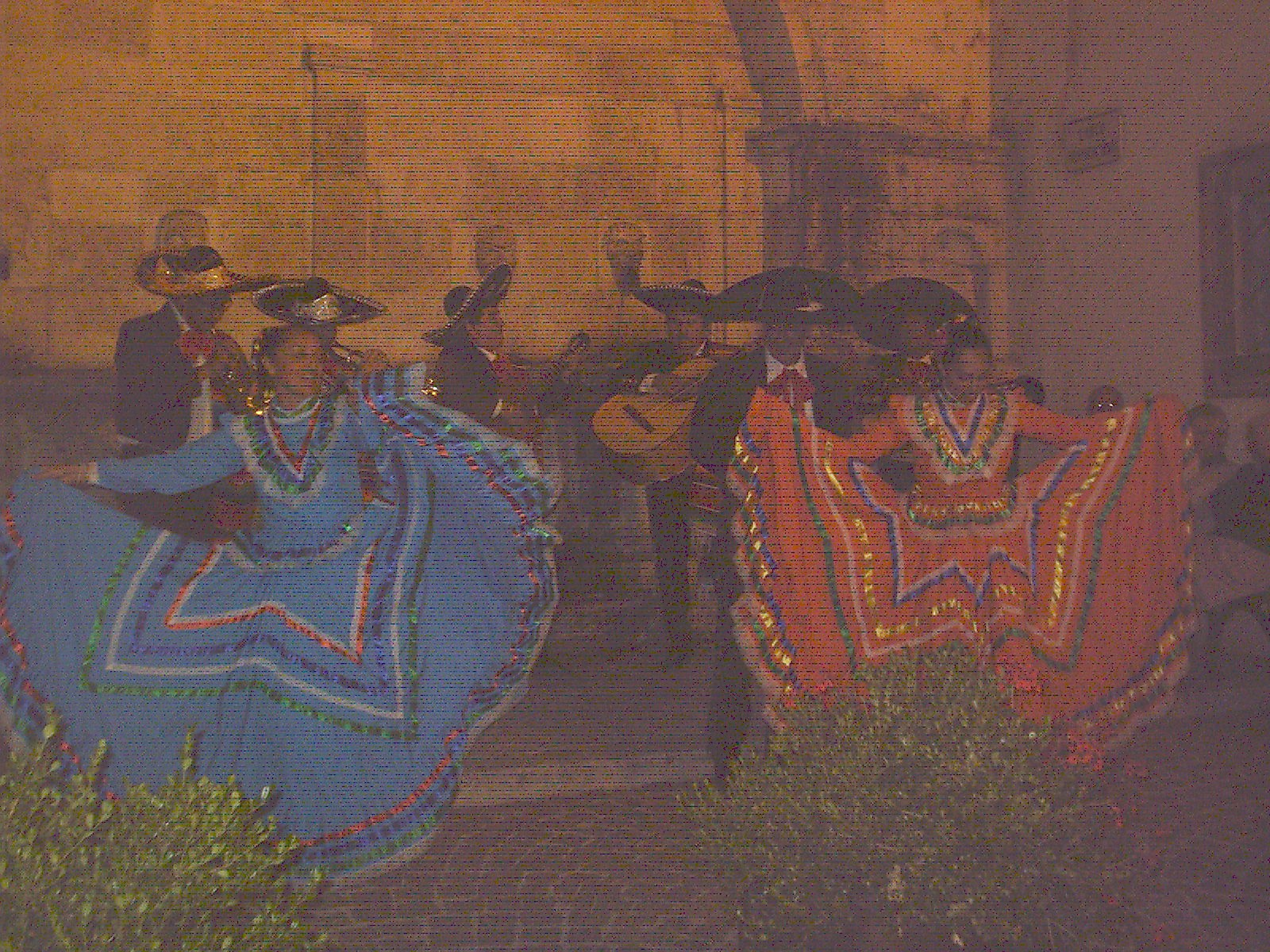
Davanti alla fontana, in estate, vi fanno delle rappresentazioni musicali

## Fonti
- Le fontane di Scanno sul Portale del comune
- Raffaele Giannantonio, paragrafo sulla Fontana Sarracco nel paragrafo L'ambiente urbano in Scanno Guida storico artistica alla città e dintorni, pagg. 73-76, Carsa Edizioni (2001), Pescara ISBN 88-501-0008-6